# L’Astronaute
L’Astronaute (internationaler englischsprachiger Titel The Astronaut) ist eine Tragikomödie von Nicolas Giraud. Der Regisseur spielt darin einen Luftfahrtingenieur, dessen Traum es ist, eines Tages selbst Astronaut zu sein und mit dem Bau einer Rakete beginnt. Der Film feierte im August 2022 beim Festival du film francophone d’Angoulême seine Premiere und kam im Februar 2023 in die französischen Kinos.

## Handlung
Jim Desforges ist Mitte vierzig und als Luftfahrtingenieur für das französische Luft- und Raumfahrtunternehmen Arianespace tätig. Schon immer hat er davon geträumt, Astronaut zu werden. Als die Europäische Weltraumorganisation einen geeigneten Kandidaten sucht, er jedoch nicht in das Programm aufgenommen wird, arbeitet Jim weiter an seinem großen Plan. Er beginnt in einer geheimen Werkstatt auf dem Bauernhof seiner Großmutter Odette mit dem Bau einer eigenen Rakete und will als erster Amateur einen bemannten Weltraumflug bestreiten.
Trotz seines technischen Hintergrunds stößt Jim bei allen, denen er von seinem Vorhaben erzählt, zunächst auf Unglauben, denn seine Rakete ist nur 12 Meter lang und wird mit einem Festtreibstoff namens XB3 angetrieben, der ungefähr so stabil wie Nitroglycerin ist.
Da er den Flug ins All nicht alleine meistern kann, holt er Alexandre Ribbot als Berater mit ins Boot, einen ehemaligen ESA-Astronauten, der auf der Internationalen Raumstation gearbeitet hat. Auch der Mathematiker Izumi Sayako unterstützt Jim bei seinem Vorhaben und hat das nötige Genie, um die Berechnungen durchzuführen.

## Produktion

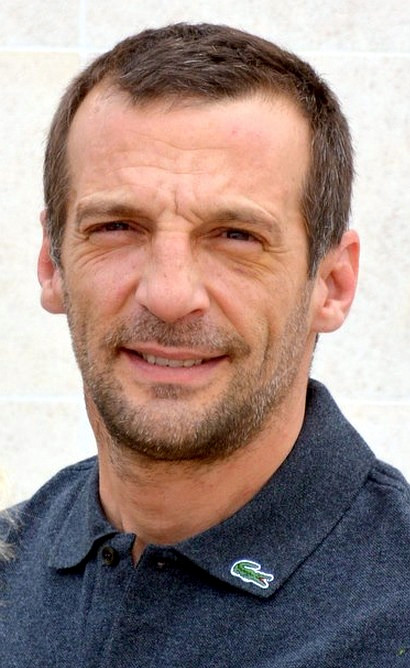
Mathieu Kassovitz spielt den ehemaligen ESA-Astronauten Alexandre Ribbot

### Regie und Drehbuch
Nicolas Giraud führte Regie und schrieb gemeinsam mit Stéphane Cabel auch das Drehbuch Es handelt sich nach Du soleil dans mes yeux von 2018 um Girauds zweiten Spielfilm. Eigentlich ist er in Frankreich, aber auch international als Schauspieler bekannt, unter anderem aus Karine Sillas Filmdrama Der Kuss des Schmetterlings oder Pierre Morels Actionthriller 96 Hours. Cabel war mehrfach für den César nominiert und schrieb unter anderem am Drehbuch für den Film Pakt der Wölfe von Christophe Gans.

### Besetzung
Neben dem Regisseur in der Hauptrolle als Jim Desforges sind Hélène Vincent als seine Großmutter Odette Desforges, Mathieu Kassovitz als der ehemalige ESA-Astronaut Alexandre Ribbot, Bruno Lochet als André und Ayumi Roux als Izumi Sayako zu sehen. Hippolyte Girardot spielt Monsieur Dominique, Jims Vorgesetzten bei Arianespace.

### Filmmusik und Veröffentlichung
Die Filmmusik komponierte Superpoze. Das Soundtrack-Album wurde Mitte Februar 2023 von Nord-Ouest Films als Download veröffentlicht.
Die Premiere von L’Astronaute erfolgte am 27. August 2022 beim Festival du film francophone d’Angoulême. Im November 2022 feierte der Film beim Cairo International Film Festival seine internationale Premiere, wo er im internationalen Wettbewerb gezeigt wurde. Der Kinostart in Frankreich erfolgte am 15. Februar 2023. Im März 2023 soll er beim Glasgow Film Festival vorgestellt werden.

## Rezeption

### Kritiken
Jennie Kermode von Eye for Film schreibt in ihrer Kritik, The Astronaut sei keine Science-Fiction der Art Space Opera und Aliens. Der Film sei ziemlich bodenständig, seine Geschichte spiele in der Gegenwart oder nicht sehr fernen Zukunft und beinhalte keine wirklich fantastischen Elemente. Thematisch ähnele er Werken von Lukian von Samosata, H. G. Wells oder der Kurzgeschichte Red Star, Winter Orbit (im Deutschen Roter Stern, Winterorbit) von William Gibson und Bruce Sterling. Die Bedenken vieler Astrophysiker würden angesprochen, dass, obwohl wir derzeit über die Technologie verfügen, um in den Weltraum zu gelangen, dies immer noch ein enorm teures Unterfangen sei zu dem lediglich eine Handvoll Regierungen und Unternehmen in der Lage sind. Wenn man wirklich über diesen Planeten hinaus expandieren wolle, seien es kleine Projekte von leidenschaftlichen Amateuren, die den Unterschied ausmachen könnten. Im Film seien die Bemühungen des Produktionsteams erkennbar, die Dinge glaubwürdig zu halten und die Menschen wirkten, als hätten sie wirklich in einem Wissenschafts- oder Technologieunternehmen gearbeitet, wodurch sich The Astronaut von dem verrückten Erfinder-Look unterscheide, der in Blockbustern anstrebt wird. Auch bei den Computern, die für die Planung der Mission zum Einsatz kommen, handele es sich um bekannte Modelle und keine Fantasy-Technologie.

### Auszeichnungen
Cairo International Film Festival 2022
- Nominierung für die Goldene Pyramide im Internationalen Wettbewerb (Nicolas Giraud)[5]

Glasgow Film Festival 2023
- Nominierung für den Publikumspreis[7]